# Lonsdale (automobile)
Pour les articles homonymes, voir Lonsdale.
Lonsdale était une marque de voiture vendue au Grande-Bretagne par le constructeur japonais Mitsubishi Motors entre 1982 et 1984. Elle tire son nom de la zone industrielle de Lonsdale à Adélaïde en Australie-Méridionale où la filiale australienne de Mitsubishi disposait d'une usine de moteurs. La seule voiture vendue sous cette marque était la Lonsdale, une Mitsubishi Sigma (GJ) renommée. Elle était vendue comme la Lonsdale YD41 et la Lonsdale YD45.
La voiture était motorisée par des moteurs 4 cylindres de 1,6, 2,0 et 2,6 litres, produisant respectivement 81, 96 et 104 ch (60, 71 et 77 kW).
Le moteur le plus puissant disposait d'un couple maximum de 192 N m, et était un des plus gros moteurs à cylindres produits après la guerre.
Bien que la Sigma n'ait été qu'une version australienne de la Mitsubishi Galant qui était déjà disponible en Grande-Bretagne, l'objectif de la société était de contourner le "gentlemen's agreement", un quota d'importation volontaire qui limitait les importations de produits fabriqués au Japon à 11% du marché (ce qui correspondait à moins de 200 000 voitures par an). Cependant, l'idée se révéla inefficace et la plupart des véhicules importés par Lonsdale restaient invendus au moment où la compagnie cessa son activité. Mitsubishi continua de vendre le véhicule en Grande-Bretagne jusqu'en 1984, bien que renommé en Mitsubishi Galant.